# Fava di Leonforte
La fava di Leonforte è un legume tipico del territorio di Leonforte in provincia di Enna. È una produzione tipica siciliana, come tale è stata ufficialmente inserita nella lista dei prodotti agroalimentari tradizionali italiani (P.A.T) del Ministero delle politiche agricole alimentari e forestali (Mipaaf).

## Caratteristiche
Le fave in Sicilia in virtù del loro elevato contenuto proteico sono state per lungo tempo considerate la "carne dei poveri". Destino cui non è sfuggita la fava di Leonforte.
È di facile cottura, i semi hanno dimensioni giganti e sono molto saporiti. Si può utilizzare in cucina per preparare il macco, piatto tipico tradizionale siciliano, e molti altri piatti tradizionali e non.